# Kościół Świętych Apostołów Piotra i Pawła w Chojnowie
Kościół Świętych Apostołów Piotra i Pawła w Chojnowie – rzymskokatolicki kościół farny, dawniej ewangelicki, położony w Chojnowie.

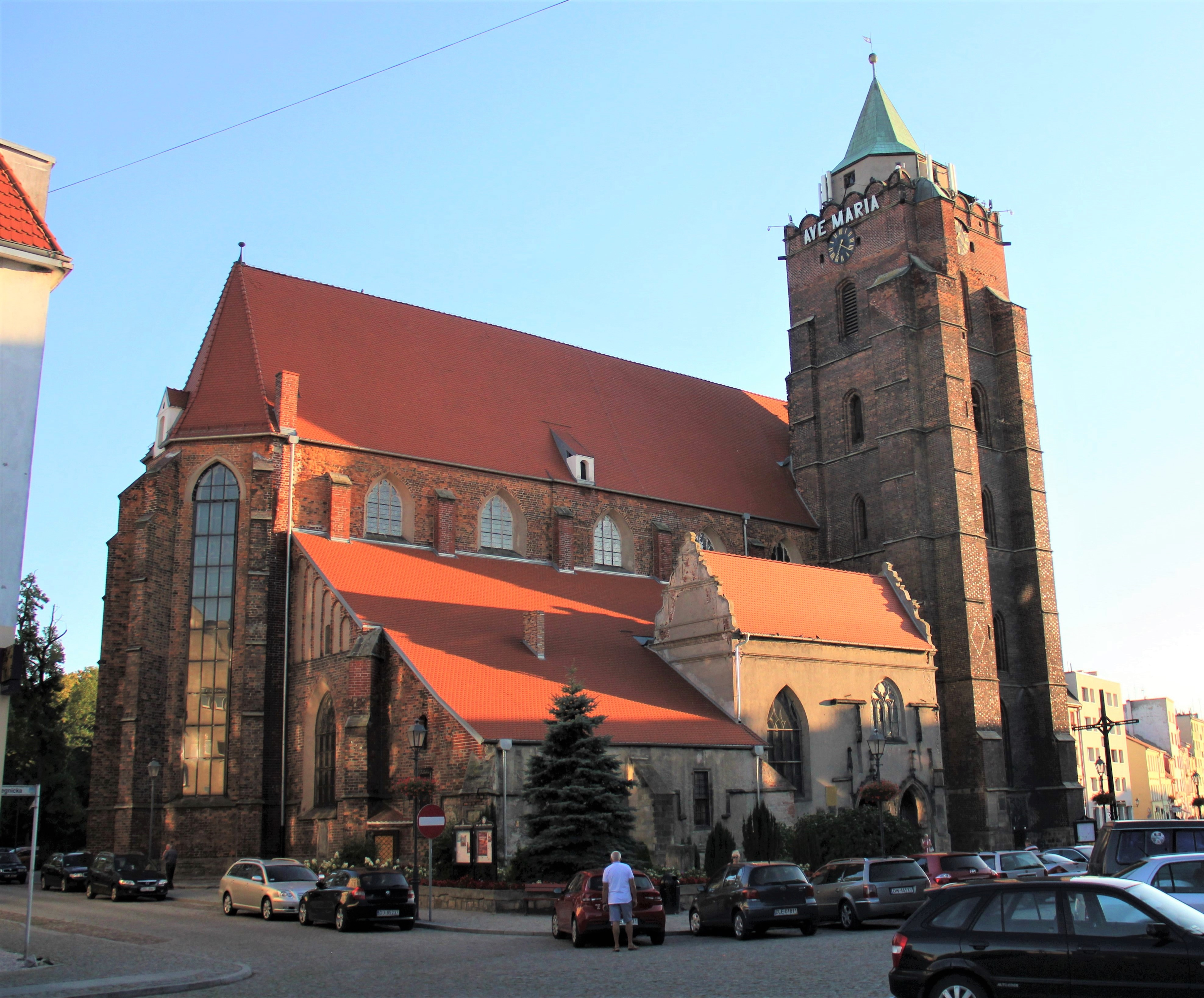
Widok na północną i wschodnią fasadę

Jest średniowieczną gotycką budowlą typu bazylikowego przez mieszkańców potocznie nazywana Dużym Kościołem. Jest to największy tego typu obiekt w mieście oraz powiecie legnickim. Kościół położony jest w centralnej części Chojnowa, przy południowej pierzei Rynku. Architektura chojnowskiej fary zajmuje istotne miejsce pośród przykładów śląskiej szkoły budowlanej, wykształconej w ciągu XIV wieku, z pewnymi rysami architektury gotyckiej centralnej Polski. Zachodnia fasada oraz czworoboczna masywna wieża kościelna uznawane są za jeden ze znaków rozpoznawczych ziemi chojnowskiej.
Budowa początkowo drewnianego kościoła rozpoczęła się w XIV wieku. Do 1525 roku była to świątynia katolicka, która wraz z przejściem na luteranizm księcia legnickiego Fryderyka II przeszła w ręce protestantów. Po II wojnie światowej i przesiedleniu ludności zamieszkującej Dolny Śląsk, świątynia ponownie trafiła w ręce kościoła rzymskokatolickiego, przyjmując obecne wezwanie św. Piotra i Pawła. Aktualnie jest główną świątynią Parafii Świętych Apostołów Piotra i Pawła w Chojnowie.

## Historia

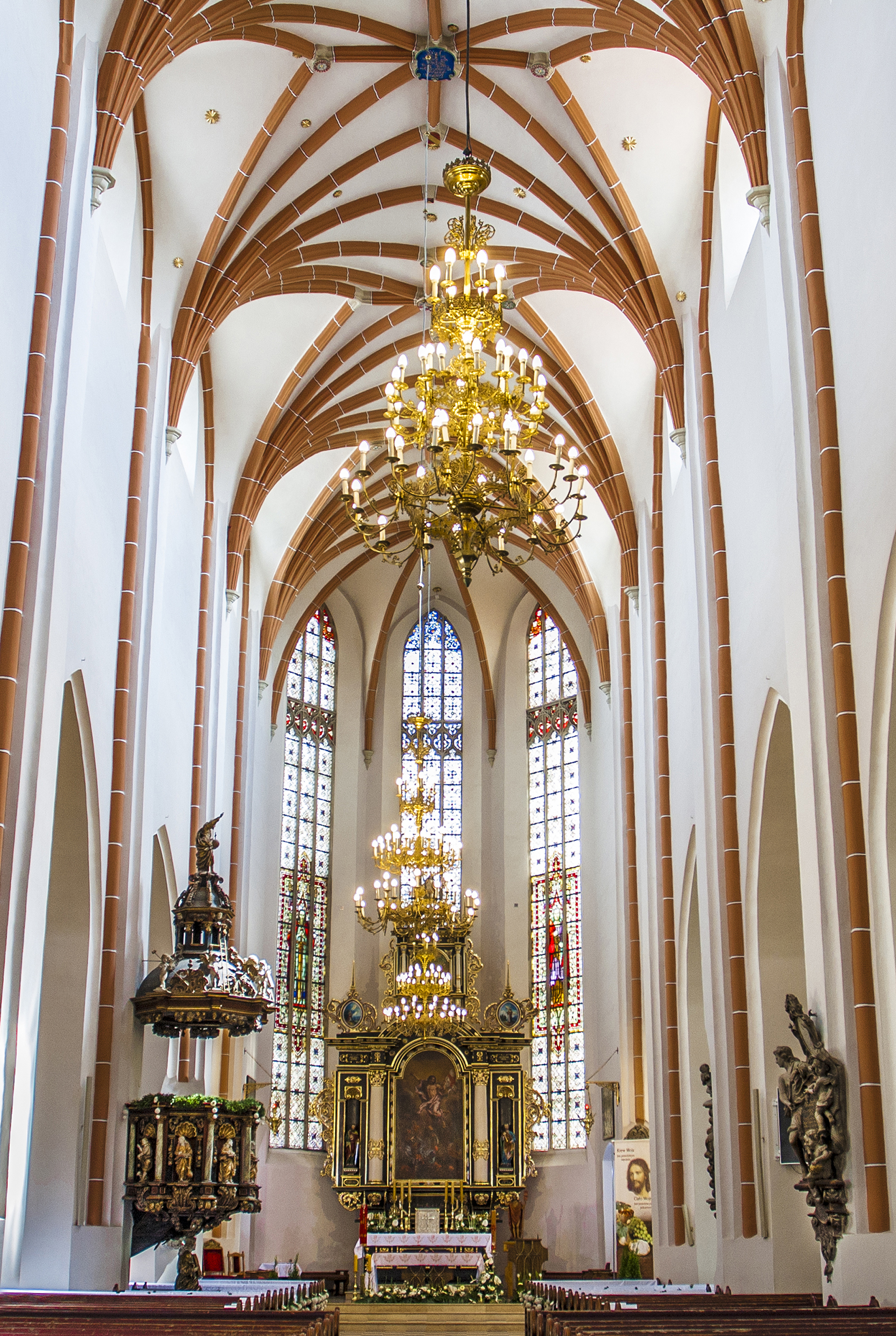
Wnętrze

Kościół rozpoczęto budować w XIV w. Ołtarz główny pochodzi z 1400, a dzwon z 1405. Kościół posiada chór kościelny wybudowany w 1413. W 1468 wybudowano sklepienia nawy środkowej, a kościół posiadał osiem ołtarzy. W ciągu wieków świątynia ulegała dalszej rozbudowie. Z roku 1469 pochodzi wzmianka o południowej kaplicy ufundowanej przez cech sukienników. W XVI w. dobudowano zakrystię oraz wykonano zwieńczenie attykowe wieży. W 1543 rodzina Bożywojów ufundowała kaplicę grobową, zwaną odtąd północną Kaplicą Bożywojów. W 1651 znaczna część świątyni spłonęła (nawa główna i dach), odbudowa trwała do 1659. Przed II wojną światową był to kościół ewangelicki pw. Panny Marii. Podczas wojen napoleońskich kościół służył jako szpital. Restaurowany w XIX i pierwszej połowie XX wieku.
W latach 1969–1970 Piotr Wróblewski namalował w kościele drogę krzyżową, zawierającą poza wizerunkami autora, jego rodziny oraz mieszkańców Chojnowa również postaci historyczne. W roli Piłata przedstawiony został miejscowy działacz PZPR, żołnierza przebijającego włócznią Jezusa – żołnierz Armii Czerwonej, a przy grobie Jezusa znaleźli się Jan XXIII, Gandhi oraz Martin Luther King. Siódma stacja drogi krzyżowej przedstawia w tle m.in. Jurija Gagarina oraz amerykańskich astronautów lądujących na Księżycu. Z uwagi na wartość artystyczną, ale wbrew opinii władz kościelnych, malowidła zostały wpisane do rejestru zabytków.
Obecnie kościół jest odrestaurowywany od środka. Restauracji poddane są figury i obrazy oraz ołtarz główny.

## Wyposażenie wnętrza
- gotycki tryptyk z Madonną w otoczeniu świętych ok. 1500
- renesansowe epitafium Wolfa Bożywoja z 1543
- barokowa chrzcielnica z 1660[9]
- ołtarz główny przedstawiający scenę zmartwychwstania pędzla Georga Ostermeyera z 1670
- barokowa ambona z 1671[9]

## Organy
Na początku XVI wieku w kościele był pozytyw. W kronice parafialnej znajdowała się notatka z roku 1627 o remoncie organów wykonanym przez Michała Rosta z Legnicy. Kolejna wzmianka dotyczy organów zbudowanych przez Christiana Deckera ze Zgorzelca w 1662 roku. Dwadzieścia lat później został odnowiony i pomalowany prospekt organowy. Organy Deckera przetrwały do czasów wojen napoleońskich. Zostały zniszczone w 1813 roku podczas odwrotu armii Napoleona. Ich remontu dokonał w 1821 roku Jerzy Fryderyk Müssig z Jawora. Od maja 1845 do 1846 miał miejsce remont organów, który wykonał organmistrz Karol Fryderyk Buckow z Jeleniej Góry. Do dziś zachował się prospekt organowy z II połowy XVII wieku. Znajdują się w nim 72 piszczałki.
Obecne organy wybudowała firma braci Walter z Góry. Według jej katalogu instrument zbudowano w roku 1912. Na tabliczce widnieje rok założenia firmy - 1824. W kościele odbywają się koncerty organowe.
Dyspozycja instrumentu:
| Manuał I               | Manuał II             | Pedał                  |
| ---------------------- | --------------------- | ---------------------- |
| 1. Principal 16’       | 1. Bordun 16’         | 1. Still gedackt 16’   |
| 2. Principal 8’        | 2. Geigenprincipal 8’ | 2. Violon 16’          |
| 3. Viola di Gamba 8’   | 3. Salicional 8’      | 3. Subbass 16’         |
| 4. Flûte harmonique 8’ | 4. Quintatön 8’       | 4. Principal 16’       |
| 5. Nachthorn 8’        | 5. Rohrflöte 8'       | 5. Rohrflöte 8’        |
| 6. Rohrflöte 4'        | 6. Aeoline 8’         | 6. Violoncello 8’      |
| 7. Principal 4'        | 7. Voix céleste 8’    | 7. Octavbass 8’        |
| 8. Gemshorn 4'         | 8. Octave 4’          | 8. Octave 4’           |
| 9. Octave 2'           | 9. Traversflöte 4’    | 9. Rauschpfeife 2 fach |
| 10. Quinte 1 1/3’      | 10. Quinte 2 2/3’     | 10. Posaune 16’        |
| 11. Mixtur 3-4-5f.     | 11. Oktave 2’         |                        |
| 12. Cornett 3-4fach    | 12. Terz 1 3/5’       |                        |
| 13. Trompete 8’        | 13. Siffflöte 1’      |                        |
|                        | 14. Zimbel [?]        |                        |
|                        | 15. Oboe 8’           |                        |